# 1848 Delvaux
1848 Delvaux eller 1933 QD är en asteroid i huvudbältet som upptäcktes 18 augusti 1933 av den belgiske astronomen Eugène Joseph Delporte i Uccle. Det har fått sitt namn efter svägerskan till den belgiske astronomen Georges Roland.
Asteroiden har en diameter på ungefär 17 kilometer och den tillhör asteroidgruppen Koronis.